# Johannes Vasaeus
Ne doit pas être confondu avec Jean Vaisseau.
Johannes Vasæus (de son vrai nom Jan Was ou Waes, en espagnol Juan Vaseo, en portugais João Vaseu) est un humaniste flamand de la Renaissance, notamment historien, né à Bruges vers 1511, mort à Salamanque le 21 octobre 1561. Sa carrière s'est déroulée en Espagne et au Portugal.

## Biographie
Il s'inscrivit au Collège du Château de l'Université de Louvain, en qualité d'étudiant pauvre, le 31 août 1527, et y resta jusqu'en octobre 1531. Il y suivit un cursus de droit. Il y fut d'autre part l'élève, et également l'hôte, de Rutgerus Rescius, le professeur de grec du Collegium Trilingue, et y apprit aussi l'hébreu auprès Nicolas Clénard, avec qui il se lia étroitement. En 1529 arriva également le Portugais André de Resende. 
L'été 1531, Fernand Colomb, fils de Christophe Colomb, séjourna à Louvain ; il était à la recherche de personnel compétent pour la Bibliotheca Colombina qu'il avait fondée à Séville. Nicolas Clénard et Johannes Vasæus acceptèrent de le suivre pour un contrat de trois ans. Se joignit aussi à eux un Français, Jean Antoine, dit Johannes Hammonius, natif de Fontenoy-en-Puisaye, et docteur en droit. Le groupe partit de Louvain à cheval début octobre, et atteignit la frontière espagnole en Biscaye le 10 novembre. 
Ils s'arrêtèrent pendant un an à Medina del Campo, où ils furent les hôtes de Maria de Toledo, veuve du vice-roi des Indes Diego Colomb (et donc belle-sœur de Fernand Colomb). Clénard trouva un emploi à l'Université de Salamanque et rompit à l'amiable son contrat avec ce dernier.
En novembre 1532, les autres reprirent la direction de Séville. Vasæus y fut logé dans la spacieuse demeure de Fernand Colomb, près de la Porta de Goles, au milieu d'un parc. Malheureusement pour lui, il supporta mal le climat de l'Andalousie et tomba très gravement malade en août 1534 (comme le juriste Hammonius, qui mourut la même année). Il songea à retourner dans sa patrie, mais Clénard, avec qui il était resté en relation épistolaire, l'en dissuada et l'incita à chercher une situation à Salamanque. Clénard lui-même avait quitté cette dernière ville fin 1533, invité par leur ami commun André de Resende à venir à Évora, siège de la cour portugaise, occuper un emploi de professeur d'humanités auprès de l'infant Henri, frère du roi Jean III. Quittant Séville début octobre 1534, Vasæus fit un crochet par Évora, puis gagna Salamanque.
Il y décrocha d'abord un emploi de précepteur du fils de Francisco del Valle, riche négociant espagnol établi à Anvers et créancier de l'empereur Charles Quint, et alors de retour au pays. Malheureusement, le jeune élève mourut peu après. Il devint alors régent dans un collège de l'université, y enseignant d'abord la rhétorique et les langues anciennes pour un salaire très modique. Fin 1537, il se maria à une jeune fille de Ségovie, qui lui donna deux fils, Agustín et Jerónimo.
En 1537, l'infant portugais Henri, qui était archevêque de Braga, décida de créer une école dans cette ville ; Clénard lui souffla le nom de son ami Vasæus et fut chargé d'aller le chercher à Salamanque. On s'entendit sur une rémunération annuelle de 300 ducats, et Vasæus prit ses fonctions à Braga en juin 1538. Il y resta jusqu'en 1541, date à laquelle il se transporta à Évora (le prince Henri était devenu le premier archevêque de cette ville en 1540). Il y retrouva son ami de Louvain André de Resende, natif de la ville. Le 9 octobre 1547, le roi Jean III lui accorda le même statut et les mêmes privilèges que les professeurs de l'Université de Coïmbre.
Le 14 juillet 1550, l'Université de Salamanque le convia à venir occuper une chaire de grammaire. En août 1552, il y devint professeur titulaire, et le 20 novembre suivant il y fut proclamé maître ès arts et philosophie. Son enseignement à Salamanque jouit bientôt d'une grande réputation et attira de nombreux auditeurs.

## Œuvre
Son ouvrage principal est historiographique : Chronici rerum memorabilium Hispaniæ tomus prior, publié à Salamanque en 1552, fruit d'un travail de quatorze ans, racontant l'histoire politique et ecclésiastique de la péninsule ibérique depuis l'époque de la naissance du Christ jusqu'en 1020. Il n'eut apparemment pas le temps d'écrire le second tome, qui devait poursuivre le récit jusqu'à son époque. Ce Chronicon Hispaniæ fut réimprimé à Cologne en 1577, à Francfort en 1579 et 1603. 
Il publia aussi, en mai 1538 à Salamanque, un volume intitulé Collectanea rhetorices, dédié au prince Henri de Portugal qui venait de l'embaucher. La même année, il donna deux éditions de textes latins (des harangues tirées de Tite-Live, et l'Actio prima in C. Verrem de Cicéron). On a également de lui un index des Adages d'Érasme (Évora, 1547), et une oraison funèbre prononcée en 1556 (aux obsèques de deux docteurs de l'Université de Salamanque).